# Топология
Топологията (на гръцки: τόπος – място и на гръцки: λόγος – учение, наука) е раздел в математиката, произлизащ от геометрията, който изучава непрекъснатостта, особено тези свойства на телата в пространството, които остават непроменени при деформации и за разлика от геометрията не изследва метричните им свойства. Тя изследва инвариантните топологически изображения (известни още като хомеоморфизми) – начините, по които фигурите се деформират, без да променят основните си елементи.

## Топологично пространство
Топологичното пространство е съвкупност снабдена със структура, наречена топология, която позволява дефинирането на непрекъсната деформация на подпространства, и по-общо на всякакви видове непрекъснатост. Евклидовите пространства и по-общо метрични пространства са примери за топологично пространство, тъй като всяко разстояние или метрика дефинира топология. Деформациите, които се разглеждат в топологията, са хомеоморфизми и хомотопии. Свойство, което е инвариантно при такива деформации, е топологично свойство. Основни примери за топологични свойства са: размерът, който позволява да се прави разлика между линия и повърхност; компактност, която позволява да се прави разлика между линия и окръжност; свързаност, което позволява да се разграничи окръжност от две непресичащи се кръгове.

## Създаване на топологията като научна дисциплина
Първите сериозни трудове по топология откриваме в работите на немските математици А. Мьобиус и Листинг от средата на 19 век. Листинг пръв въвежда термина топология (около 1847 година). За истински баща на топологията се смята Анри Поанкаре, който дава на топологията крила с основополагащите си трудове от края на 19 век. Дотогава името топология още не е наложено, използват се „анализ на мястото“ (лат. analysis situs) или „геометрия на мястото“ (лат. geometria situs). Топологията се дели условно на алгебрична и обща.
Интересни открития в областта са Мьобиусовият лист (кръстен на откривателя си) и Клайновата бутилка. Мьобиусовият лист е лента, която има само една страна и един ръб. Получава се чрез усукване на обикновена лента на половин оборот. Клайновата бутилка има същото свойство, но е обемно тяло.
В сферата на комуникациите и компютърните мрежи топологията се дели на „физическа“, обозначавайки начина по който са свързани кабелите и логическа указвайки пътят по който сигналите преминават от точка до точка в мрежата.

## Мотивация
Основното прозрение на топологията е, че някои геометрични свойства зависят не от точната форма на фигурите, а по-скоро от начина, по който са съставени. Например контурът на квадрат и окръжността имат общи свойства: имат едно измерение (дължина), разделят равнината на две области (вътрешна и външна).

## Приложение

### Биология
Теорията на възлите се използва в биологията за изследване на ефектите на някои ензими върху ДНК. Тези ензими режат, усукват и свързват отново ДНК, причинявайки възли със забележими ефекти като по-бавна електрофореза. Топологията се използва и в еволюционната биология, за да представи връзката между фенотипа и генотипа. Фенотипните форми, които изглеждат доста различни, могат да бъдат разделени само чрез няколко мутации в зависимост от това как генетичните промени се свързват с фенотипни промени по време на развитието. В неврологията топологичните величини като характеристиката на Ойлер и числото на Бети са били използвани за измерване на сложността на модели на активност в невронни мрежи.